# Coracina dobsoni
El oruguero de las Andamán (Coracina dobsoni) es una especie de ave paseriforme de la familia Campephagidae; algunos la consideran una subespecie de Coracina striata.

## Distribución geográfica y hábitat
Es endémica de las selvas de las islas Andamán, pertenecientes a la India.